# Amaporã
Amaporã ist ein brasilianisches Munizip im Bundesstaat Paraná. Es hat 4.762 Einwohner (2022), die sich Amaporenser nennen. Seine Fläche beträgt 385 km². Es liegt 406 Meter über dem Meeresspiegel.

## Etymologie
Der Ort wurde zunächst Jurema genannt. Er erhielt erst 1961 mit der Erhebung zum Munizip den amtlichen Namen Amaporã. Dieser kommt aus dem Tupí-Guaraní und bedeutet Hübscher Regen: amá = Regen, porã = hübsch.

## Geschichte
Das Land, auf dem sich heute Amaporã befindet, wurde 1948 von einigen Landwirten vom Staat Paraná erworben. Sie beabsichtigten die Anlage von Fazendas für den Anbau von Kaffee. Später kamen weitere Siedler aus São Paulo und Mato Grosso hinzu, die neben Kaffee auch Mais, Baumwolle und Gartenbohnen kultivierten und Weidewirtschaft mit Zebu-Rindern betrieben.
Amaporã wurde durch das Staatsgesetz Nr. 4245 vom 25. Juli 1960 in den Rang eines Munizips erhoben und am 12. November 1961 als Munizip installiert.

## Geografie

### Fläche und Lage
Amaporã liegt auf dem Terceiro Planalto Paranaense (der Dritten oder Guarapuava-Hochebene von Paraná) auf 23° 05′ 45″ südlicher Breite und 52° 47′ 16″ westlicher Länge. Es hat eine Fläche von 385 km². Es liegt auf einer Höhe von 406 Metern.

### Vegetation
Das Biom von Amaporã ist Mata Atlântica.

### Klima
In Amaporã herrscht tropisches Klima. Die meiste Zeit im Jahr ist mit erheblichem Niederschlag zu rechnen. Selbst im trockensten Monat fällt eine Menge Regen. Die Klimaklassifikation nach Köppen und Geiger lautet Af. Es herrscht im Jahresdurchschnitt eine Temperatur von 23,4 °C. Innerhalb eines Jahres gibt es 1649 mm Niederschlag.

### Gewässer
Der Ivaí bildet die südliche Grenze des Munizips. Zu ihm wird die gesamte Fläche des Munizips entwässert, zum Beispiel über den Ribeirão Lica und seinen Zufluss Córrego Jurema, den Ribeirão da Paixão oder den Ribeirão Criciuma.

### Straßen
Amaporã ist über die PR-218 mit Paranavaí im Osten und dem Paraná an der Ivaí-Mündung bei Querência do Norte im Westen verbunden. Über die PR-559 kommt man im Süden nach Mirador.

### Nachbarmunizipien
| Planaltina do Paraná |                                             | Guairaçá  |
|                      | Kompassrose, die auf Nachbargemeinden zeigt | Paranavaí |
| Cidade Gaúcha        | Guaporema und Mirador                       |           |

## Stadtverwaltung
Bürgermeister: Mauro Lemos, PT (2021–2024)
Vizebürgermeister: Claudionor Lopes dos Santos, PSD (2021–2024).

## Demografie

### Bevölkerungsentwicklung
| Jahr | Einwohner | Stadt | Land |
| ---- | --------- | ----- | ---- |
| 1970 | 4.848     | 34 %  | 66 % |
| 1980 | 3.256     | 56 %  | 44 % |
| 1991 | 3.948     | 78 %  | 22 % |
| 2000 | 4.655     | 77 %  | 23 % |
| 2010 | 5.443     | 80 %  | 20 % |
| 2022 | 4.762     |       |      |

Quelle: IBGE (2011) und Volkszählung 2022

### Ethnische Zusammensetzung
| Gruppe *    | 1991    | 2000    | 2010    | wer sich als ...                                                                 |
| ----------- | ------- | ------- | ------- | -------------------------------------------------------------------------------- |
| Weiße       | 40,4 %  | 49,8 %  | 38,5 %  | weiß bezeichnet                                                                  |
| Schwarze    | 4,8 %   | 8,0 %   | 10,3 %  | schwarz bezeichnet                                                               |
| Gelbe       | 0,0 %   | 0,3 %   | 0,6 %   | von fernöstlicher Herkunft wie japanisch, chinesisch, koreanisch etc. bezeichnet |
| Braune      | 54,8 %  | 41,5 %  | 50,5 %  | braun oder als Mischung aus mehreren Gruppen bezeichnet                          |
| Indigene    | 0,0 %   | 0,1 %   | 0,1 %   | Ureinwohner oder Indio bezeichnet                                                |
| ohne Angabe | 0,0 %   | 0,2 %   | 0,0 %   |                                                                                  |
| Gesamt      | 100,0 % | 100,0 % | 100,0 % |                                                                                  |

*) Das IBGE verwendet für Volkszählungen ausschließlich diese fünf Gruppen. Es verzichtet bewusst auf Erläuterungen. Die Zugehörigkeit wird vom Einwohner selbst festgelegt.
Quelle: IBGE (Stand: 1991, 2000 und 2010)